# Amazoňan oranžovokřídlý
Amazoňan oranžovokřídlý (Amazona amazonica nebo Psittacus amazonicus) je druh papouška z rodu Amazona. Svou velikostí se řadí spíše k menším papouškům z tohoto rodu.

## Taxonomie
Amazoňan oranžovokřídlý se dělí na dva poddruhy:
- Amazona amazonica amazonica – základní druh, žije v kontinentální Jižní Americe
- Amazona amazonica tobagensis – žije výhradně na souostroví Trinidad a Tobago, od základního druhu se liší větší velikostí a větším množstvím oranžové barvy na křídlech.

## Popis

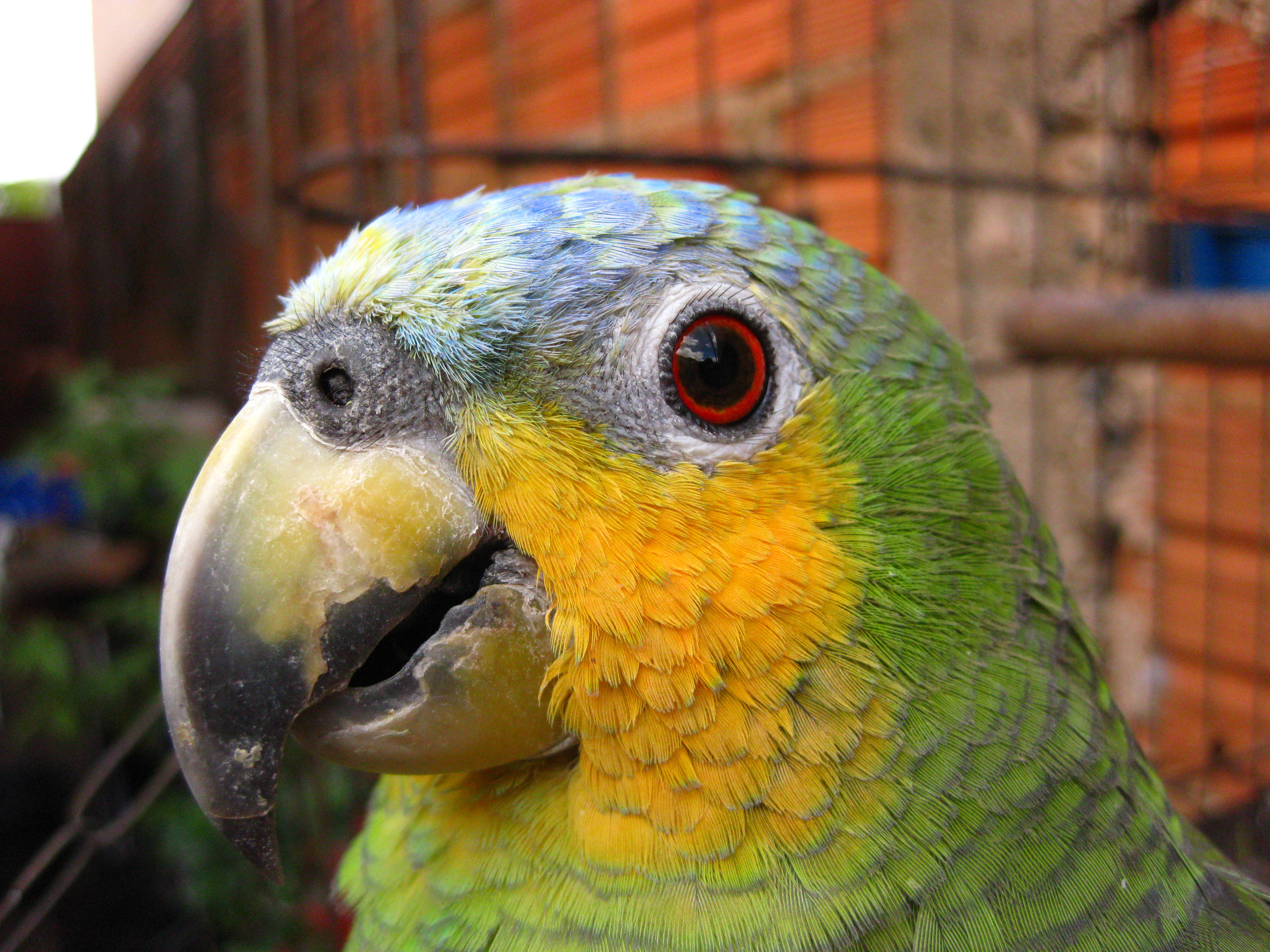
Detailní pohled na hlavu amazoňana oranžovokřídlého

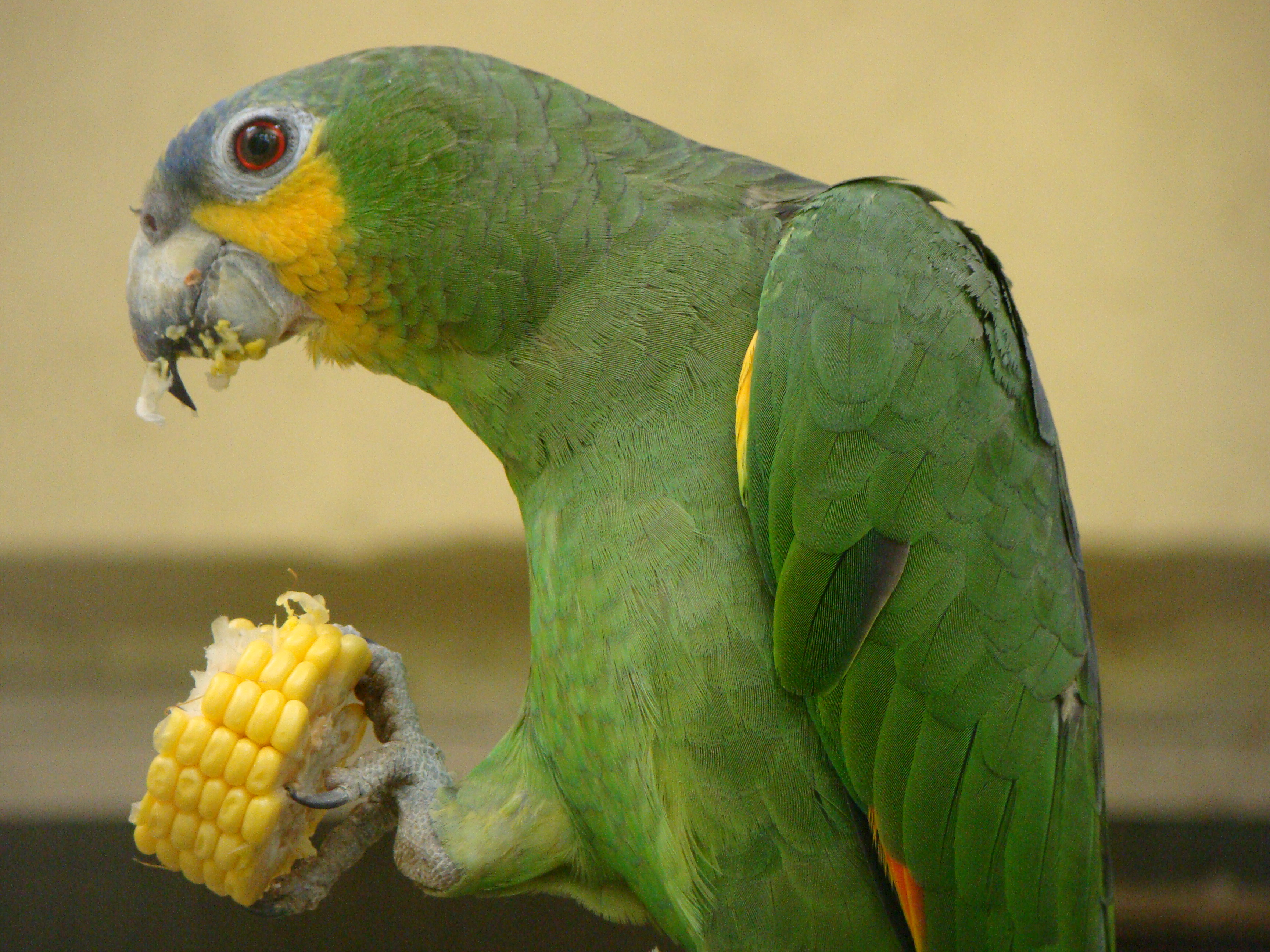
Amazoňan oranžovokřídlý při konzumaci kukuřice

Papoušek je vysoký 31 až 34 cm a váží 350 až 480 g. Papoušek je celý zelený až na světle modré čelo a žluté tváře. Ve svých křídlech má několik oranžových a tmavě modrých až černých per, která jsou jasně viditelná za letu. Mezi samcem a samicí neexistuje žádný pohlavní dimorfismus, pohlaví lze určit pouze pomocí DNA testů nebo endoskopie.

## Rozšíření
Amazoňan oranžovokřídlý žije v rozsáhlé oblasti v Jižní Americe. Jeho výskyt byl zaznamenán v Kolumbii, Peru, Bolívii, střední Brazílii, ale i na ostrovech Trinidad a Tobago. Někteří jedinci uprchlí z chovů se však rozšířili i do míst mimo jejich přirozené prostředí, jako např. v severoamerickém Miami nebo v britském Londýně.

## Chování

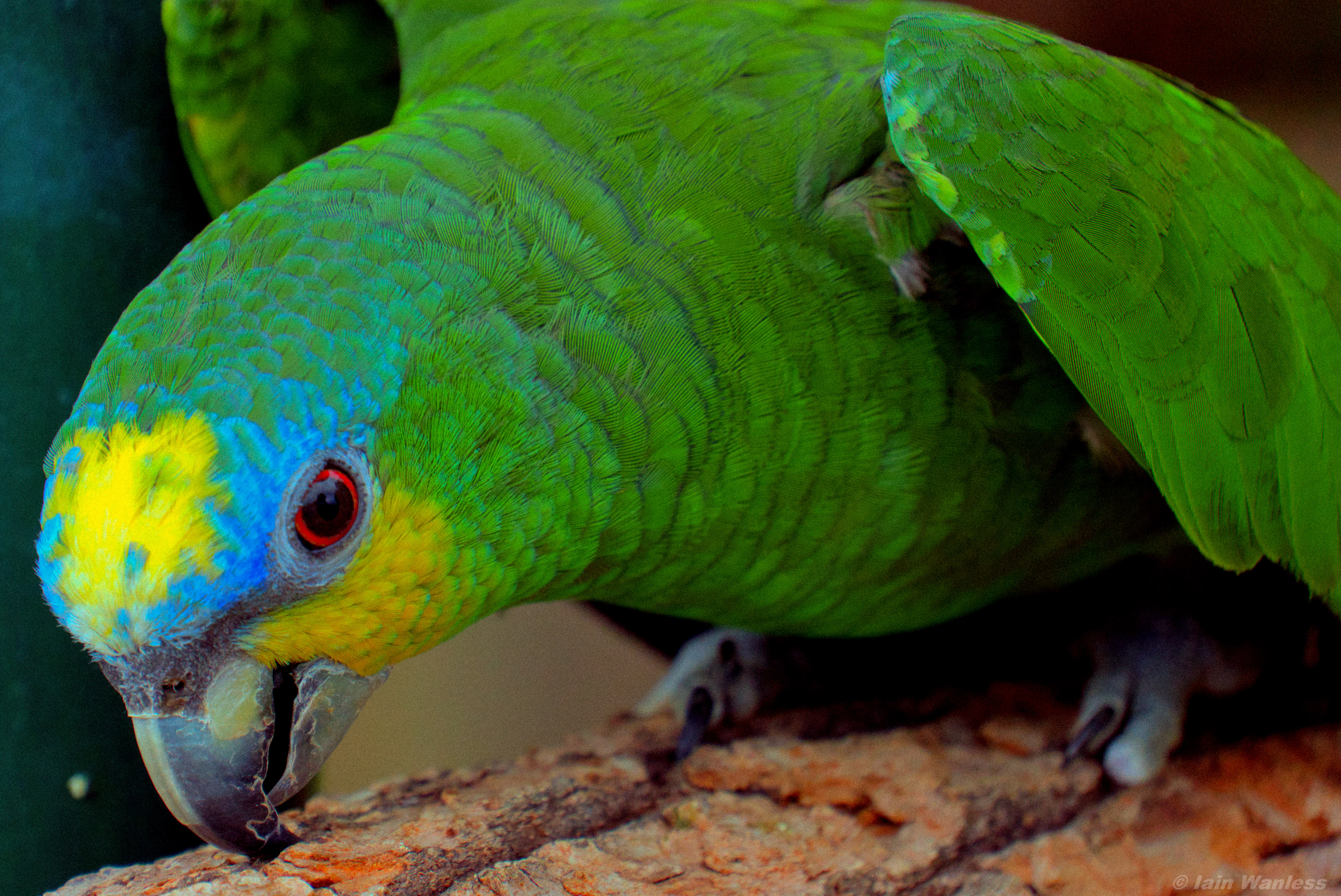
Amazoňan oranžovokřídlý, poddruh Amazona amazonica tobagensis

Amazoňan oranžovokřídlý je hlučný papoušek, charakteristický svým hlasitým, pronikavým křikem až pištěním. Tento zvuk vydává brzy ráno a večer. Papoušek je též schopen naučit se napodobovat zvuky z okolí, nebo i lidská slova.

## Potrava
Amazoňan se živí převážně ovocem a semeny, někdy však vyhledává i kokosové ořechy. V zajetí se živí různými kousky ovoce a zeleniny, například mrkve.

## Hnízdění
Ve volné přírodě hnízdí v dutinách stromů, kam snese tři až čtyři bílé vejce. Samice sedí na vejcích asi 26 dní, než se z nich vylíhnou mláďata. Ta pak hnízdo opouštějí po šedesáti dnech, poté je rodiče ještě nějakou dobu krmí. Mláďata pohlavně dospívají po pěti letech života.

## Galerie

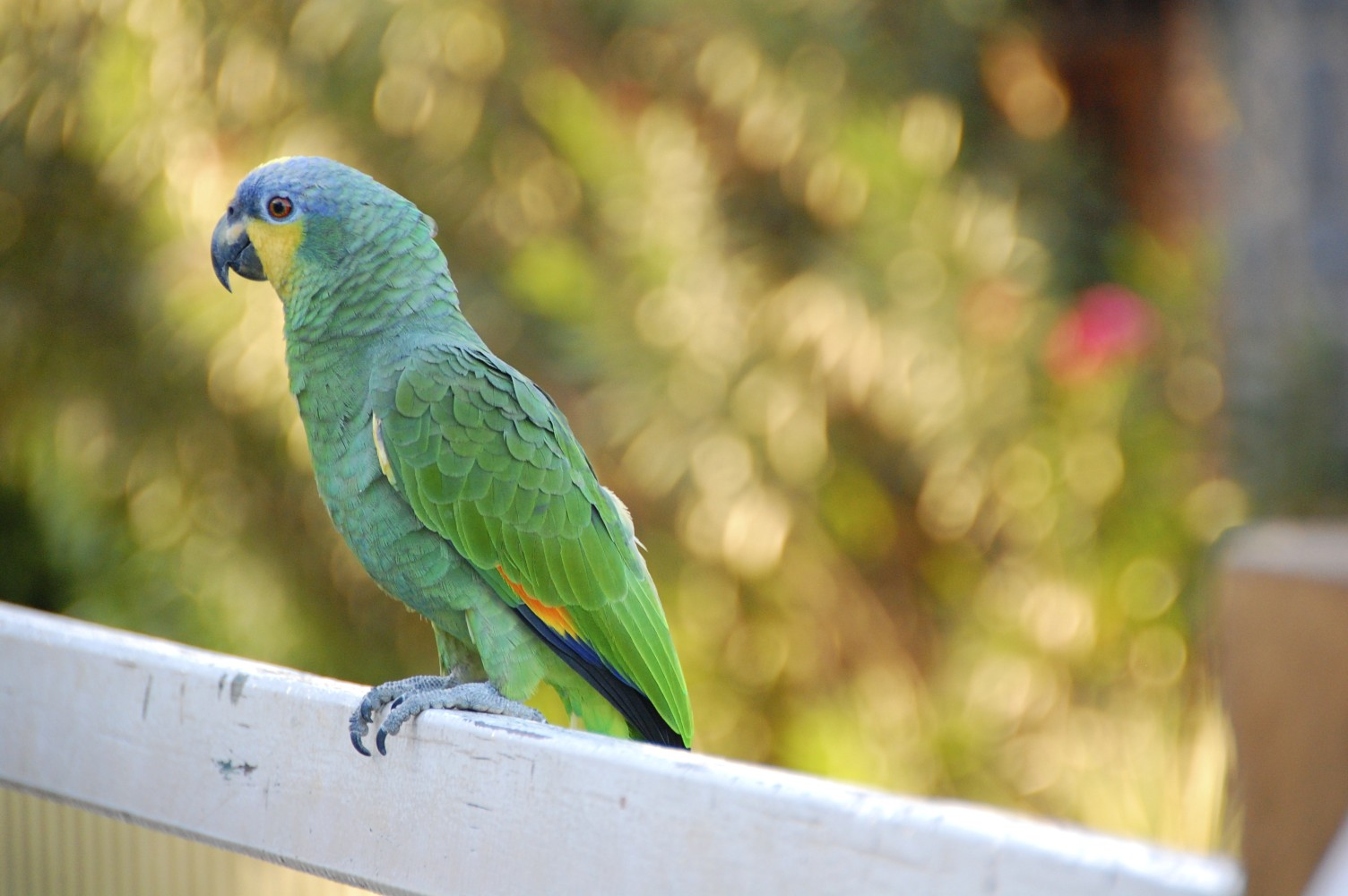
Amazoňan oranžovokřídlý
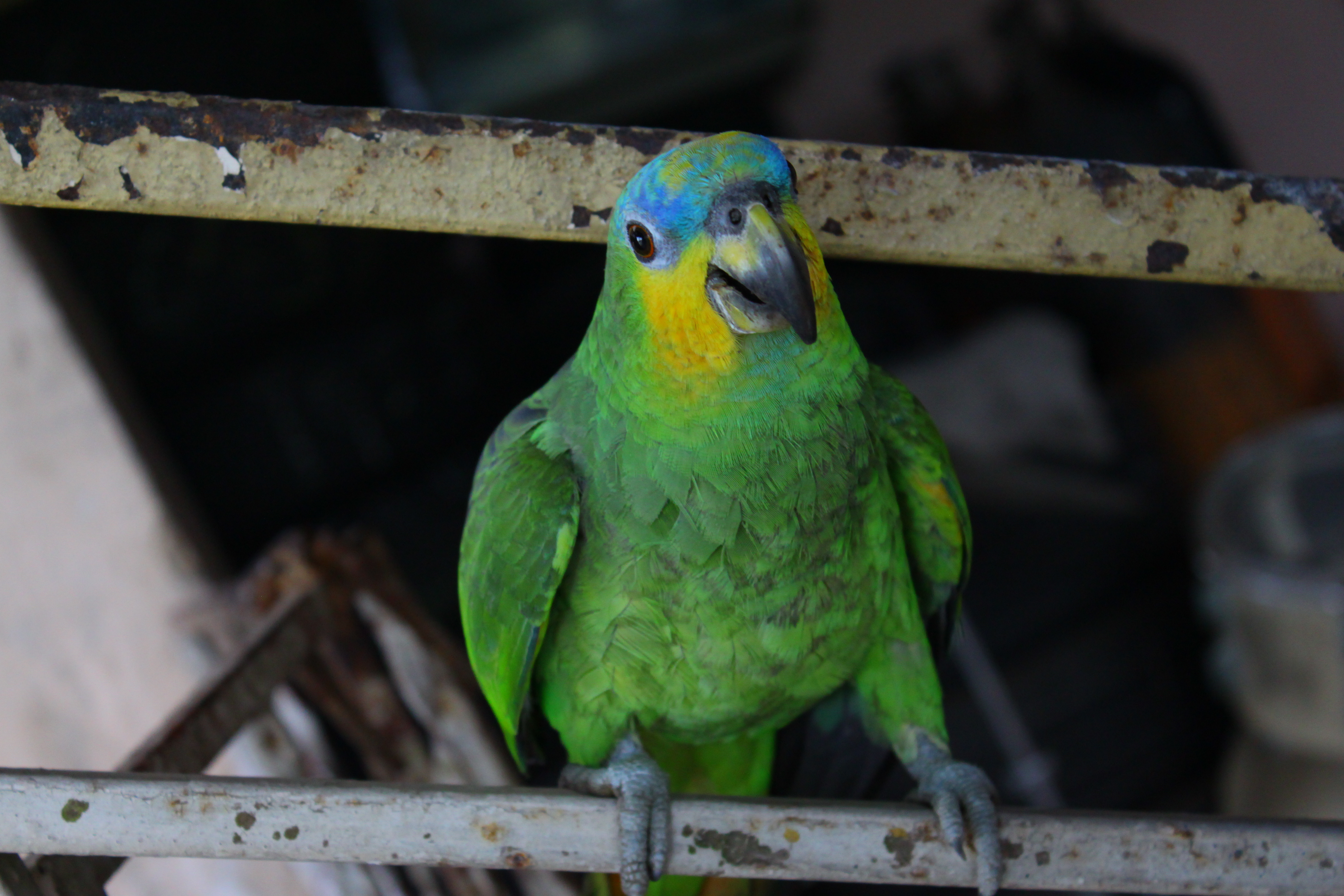
Amazoňan oranžovokřídlý, poddruh Amazona amazonica tobagensis
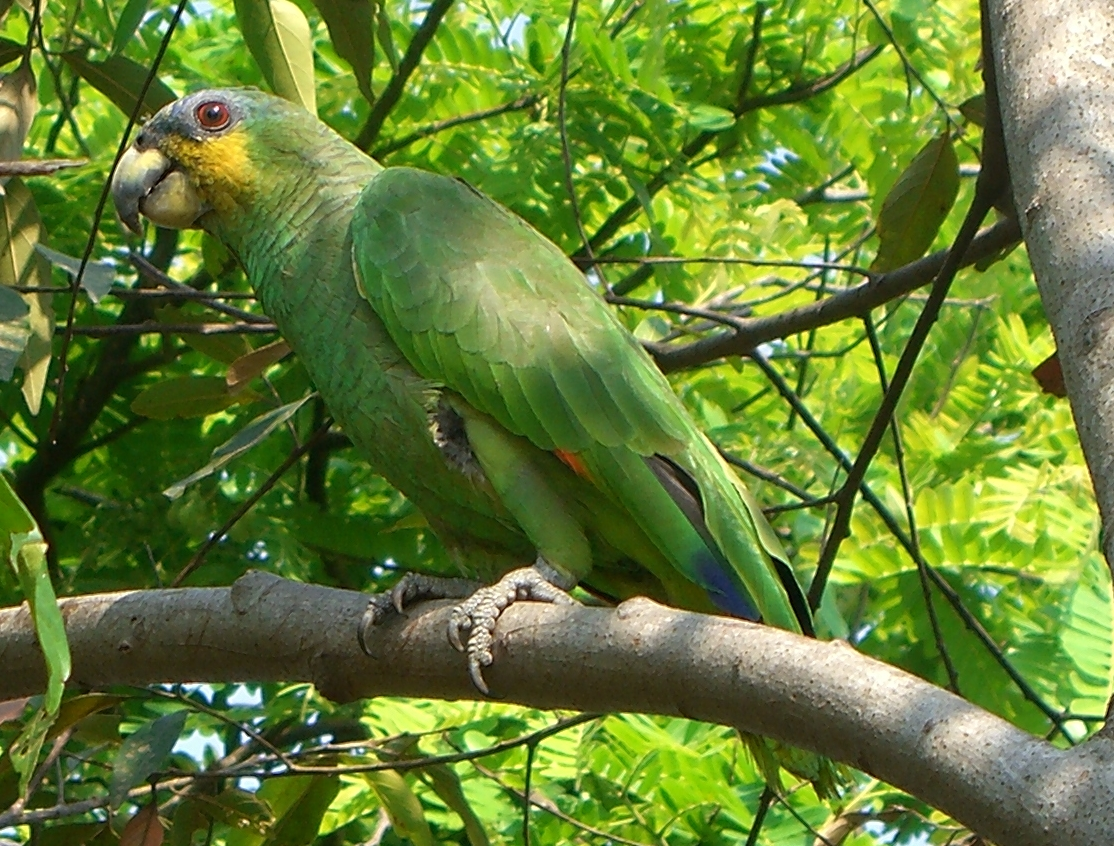
Amazoňan oranžovokřídlý na stromě
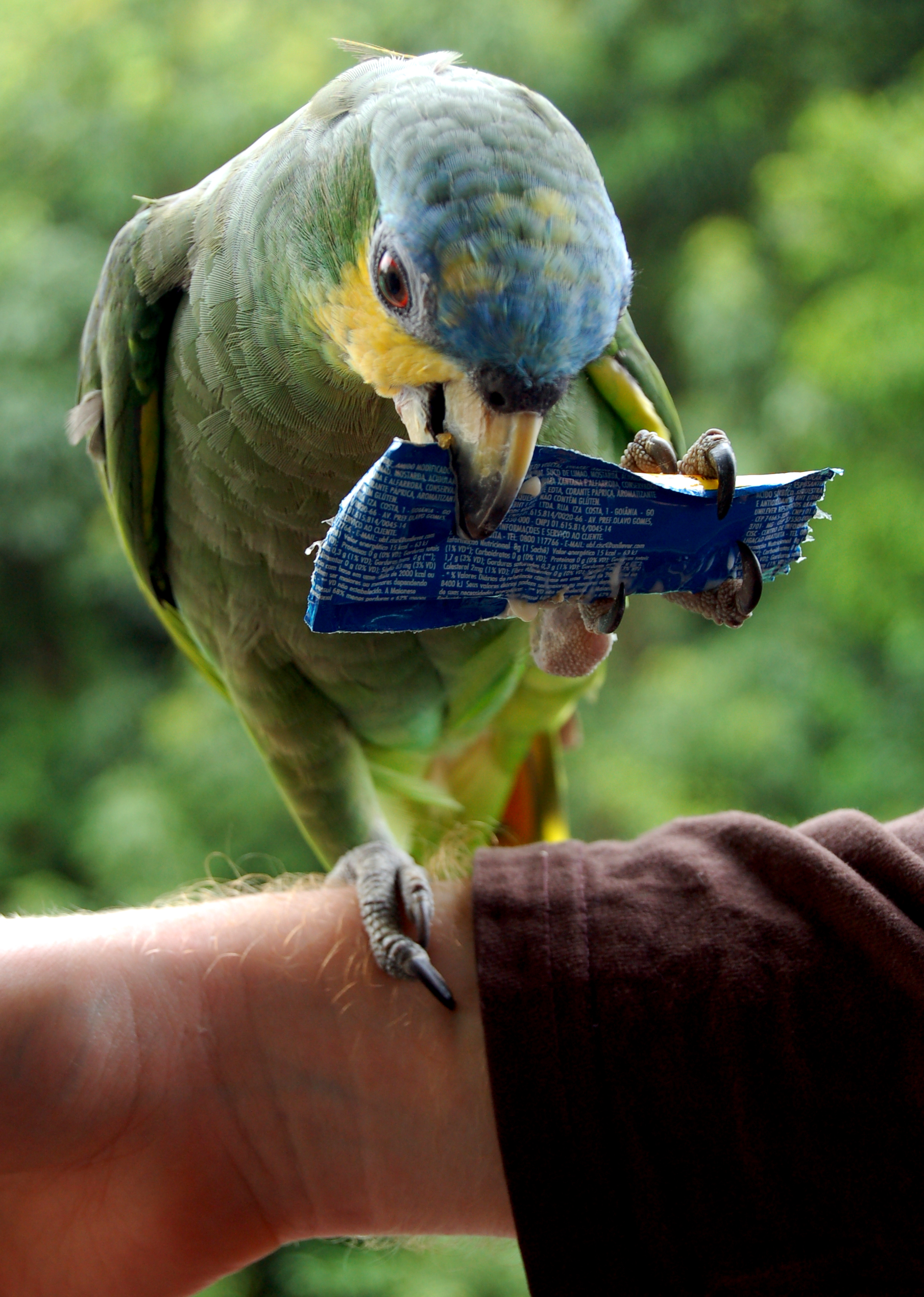
Amazoňan při okusování kusu papíru
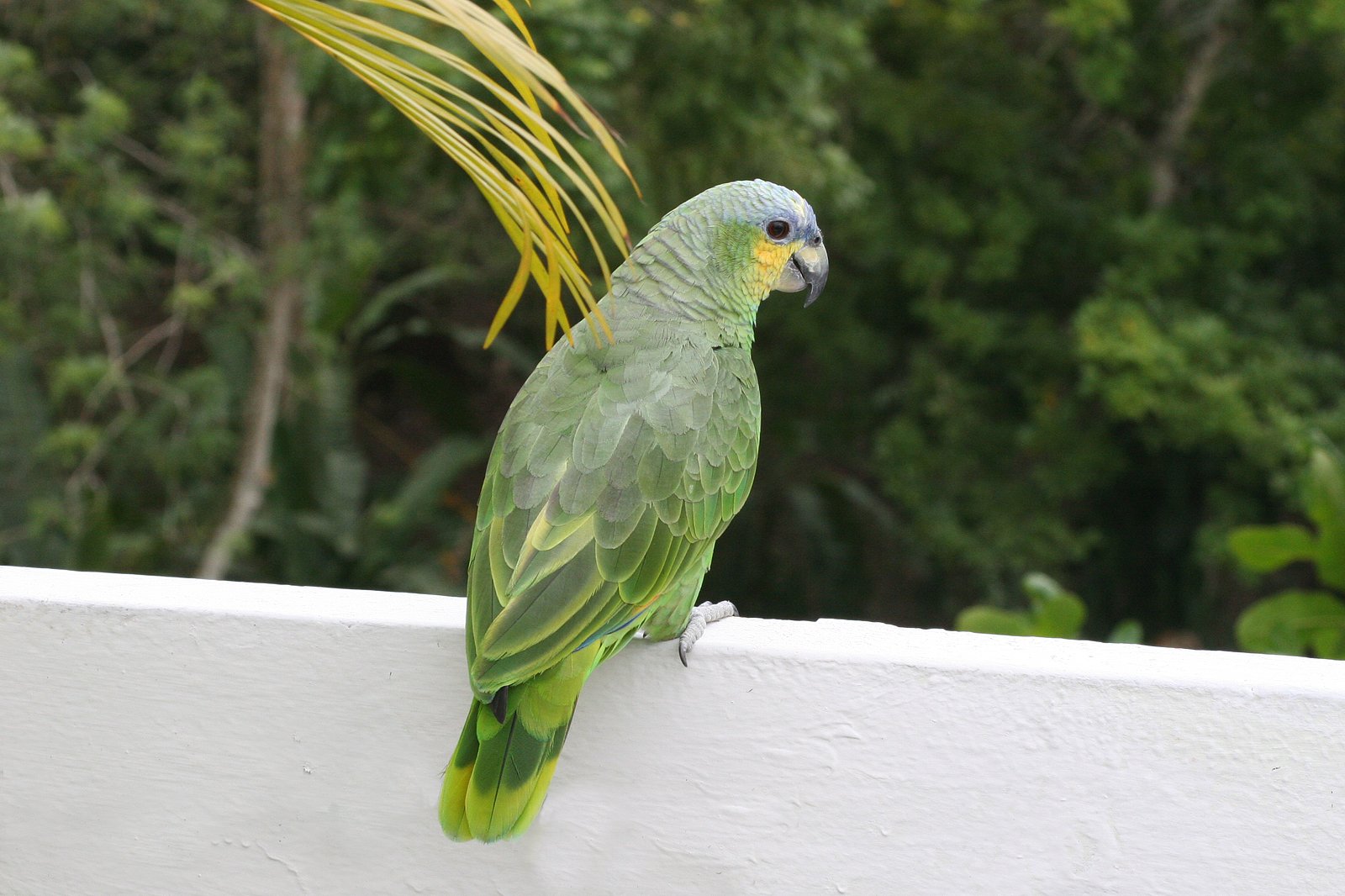
Amazoňan sedící na zdi
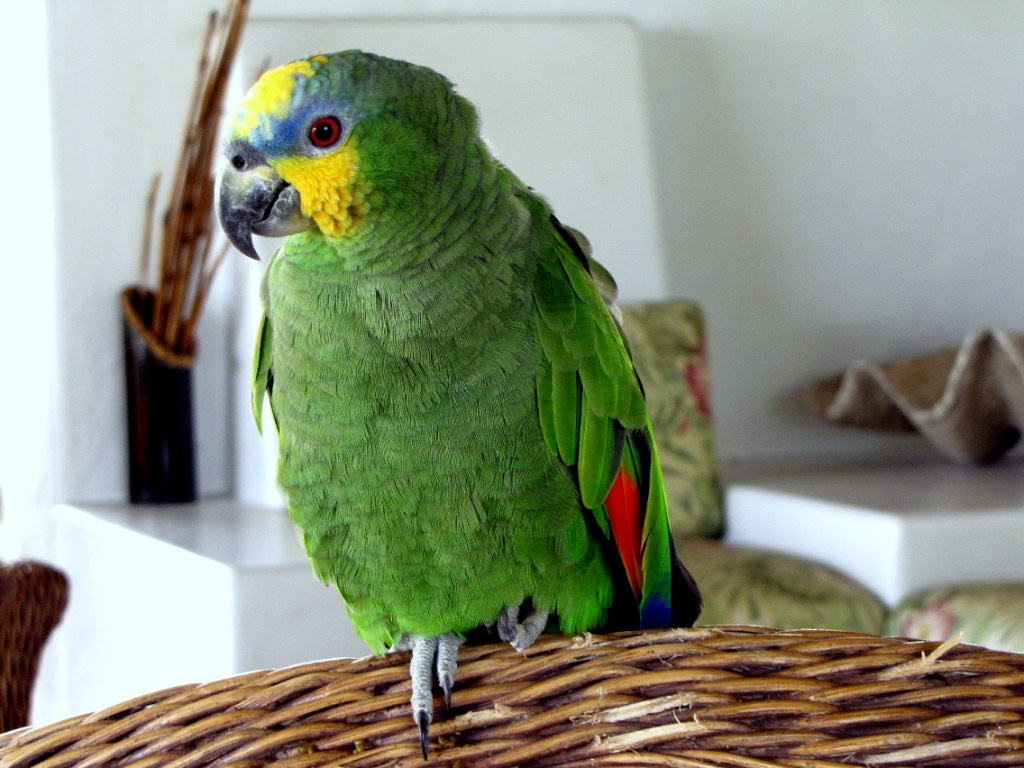
Amazoňan v domácím prostředí
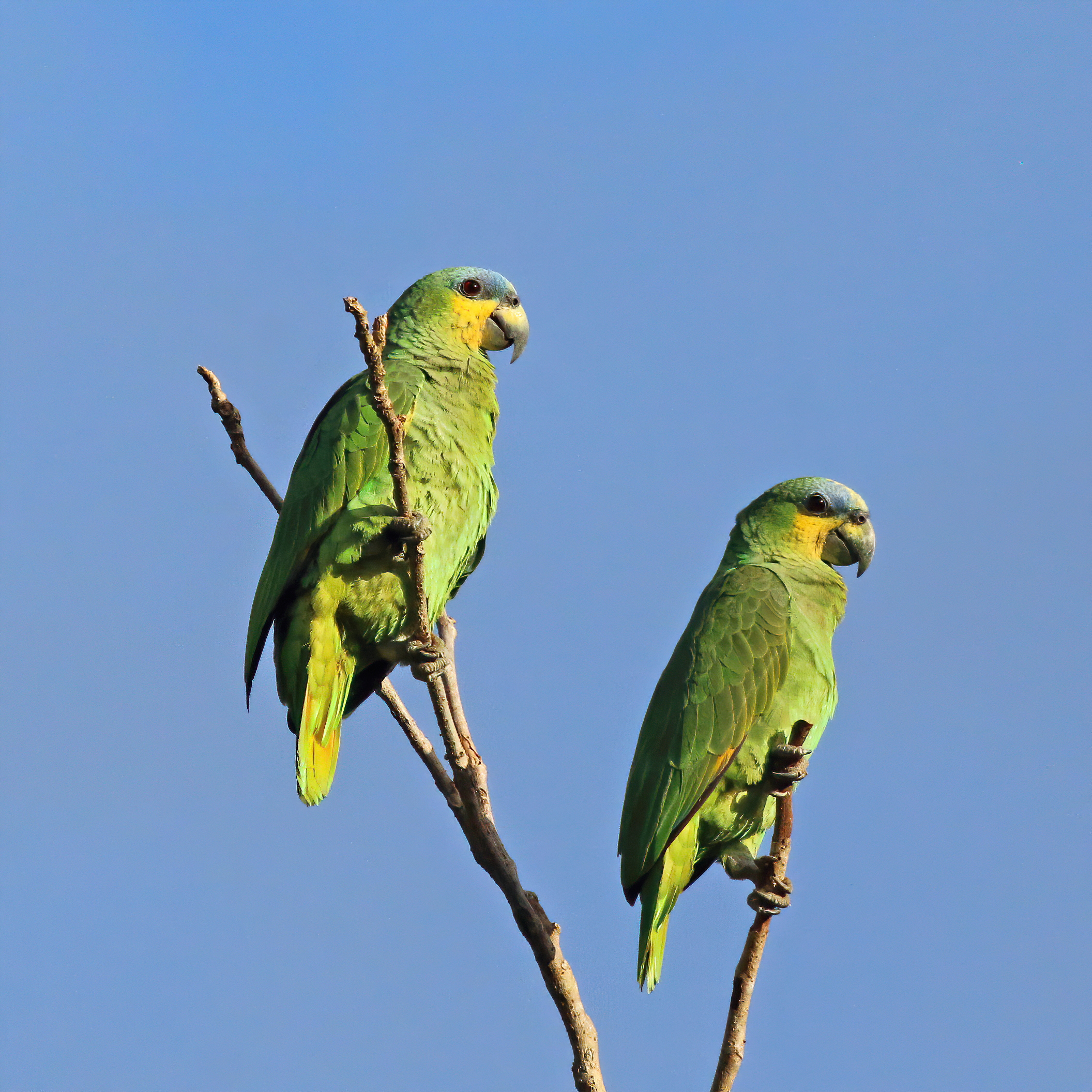
Dvojice amazoňanů sedící na stromě
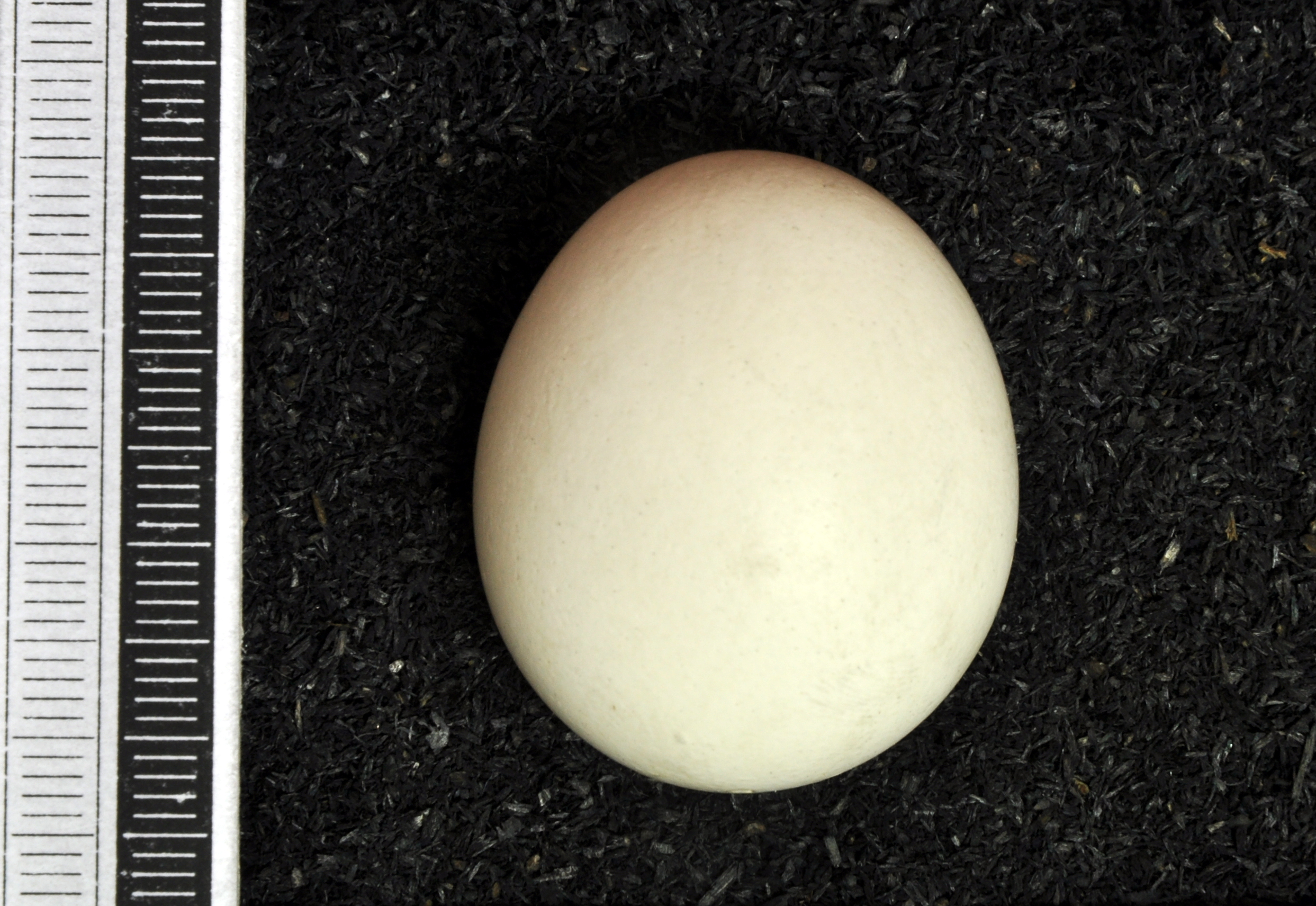
Vejce amazoňana oranžovokřídlého